# 구로이시촌
구로이시촌(黒石村)은 이와테현 에사시군에 설치되었던 촌이다. 현재의 오슈시에 해당한다.

## 연혁
막부 말기에는 에사시군은 무쓰 국에 소속되어 전역이 센다이 번령이었다.
- 1868년 11월 8일 - 센다이 번주 다테 게이쿠니가 사쓰나가군에 항복해. 전 영토가 62만석을 몰수당했다.
- 1869년 9월 23일 - 하나마키현이 에사시현에 편입되었다.
- 1875년 10월 17일 - 촌의 통합이 이루어짐.
- 1876년 4월 18일 - 제2차 부현 통합에 의해 이와테현 관할이 되었다.
- 1878년 11월 26일 - 군구정촌편제법의 이와테현에서의 시행에 의해 행정구획으로서의 에사시군이 발족.'이누자와 에사시 군청'이 이누자와 군 시오카마 촌에 설치되어 동군과 함께 관할이 되었다.
- 1889년 4월 1일 - 정촌제 시행과 함께 구로이시촌 단독으로 촌제를 시행하였다.
- 1954년 4월 1일 - 하네다촌 및 이사와군, 미즈사와정, 아네타이촌, 사쿠라가와촌, 신조촌이 합병해 미즈사와시가 되었다.

## 지역
- 우치쿠마가사와(우치쿠마가사와)
- 소토쿠마가사와
- 우노키
- 우노키신덴
- 우노키야기
- 오오쿠보
- 고지마
- 오다
- 사와타
- 시모노자이케
- 시모야키
- 시모야나기
- 쇼호지
- 시라이시자와
- 소데노사와
- 쓰루기
- 우치보리
- 우치호리야기
- 오사다
- 나가네
- 후타와타
- 후타와타리
- 미노와
- 야치
- 야나기사와
- 야마우치